# Causse-Bégon
Causse-Bégon est une commune française située dans l'ouest du département du Gard, en région Occitanie.
Exposée à un climat de montagne, elle est drainée par le Trèvezel et par divers autres petits cours d'eau. Incluse dans les Cévennes, la commune possède un patrimoine naturel remarquable : un site Natura 2000 (Les « gorges de la Dourbie et causses avoisinants ») et deux zones naturelles d'intérêt écologique, faunistique et floristique.
Causse-Bégon est une commune rurale qui compte 25 habitants en 2022, après avoir connu un pic de population de 117 habitants en 1831.  Ses habitants sont appelés les Caussenards ou  Caussenardes.
Le causse Bégon est aussi le nom d'un des petits causses : celui qui sépare la rivière Dourbie au sud de son affluent le Trèvezel au nord. L'est de ce petit causse est situé dans la commune de Causse-Bégon (Gard) et l'ouest dans la commune de Nant (Aveyron).

## Géographie

### Généralités
Dans l'extrême ouest du département du Gard et limitrophe de celui de l'Aveyron, la commune de Causse-Bégon couvre l'essentiel d'un petit plateau calcaire, le causse Bégon, faisant partie des Grands Causses. Il est délimité au sud par la vallée de la Dourbie et au nord par celle de son affluent le Trèvezel, et se prolonge également sur une petite partie de la commune de Nant dans l'Aveyron.
Le territoire communal de Causse-Bégon, de forme triangulaire, s'étend sur 7,67 km2 et fait partie du parc national des Cévennes. Au nord, les gorges du Trèvezel, hautes de 300 à 400 mètres, marquent la limite communale sur cinq kilomètres.
L'altitude minimale, 498 ou 513 mètres,, se trouve localisée à l'extrême nord-ouest, là où la vallée du Trèvezel quitte la commune et entre sur celle de Nant. L'altitude maximale avec 928 mètres est située au Montusclat,, un kilomètre au nord-ouest du village de Causse-Bégon.
En bordure de la route départementale (RD) 295, le village de Causse-Bégon est situé, en distances orthodromiques, 21 kilomètres à l'ouest-nord-ouest du Vigan et 23 kilomètres à l'est-sud-est du centre-ville de Millau. Le seul autre lieu de peuplement de la commune se situe à un kilomètre au nord-est, au terminus de cette RD 295, au hameau des Ubertariès.
La commune est également desservie au nord-ouest dans les gorges du Trèvezel par la RD 157.

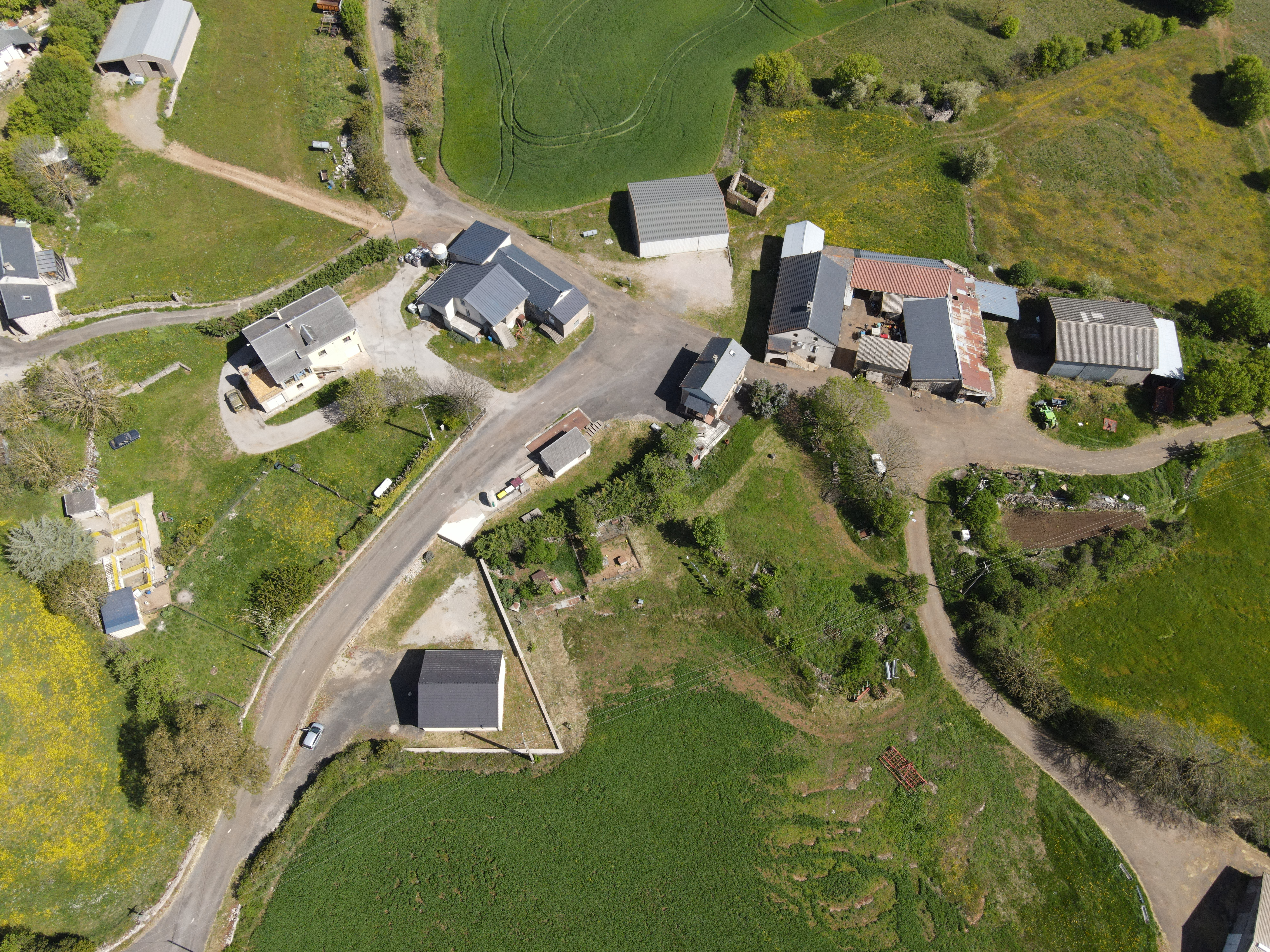
Vue aérienne de la place du village de Causse-Bégon.
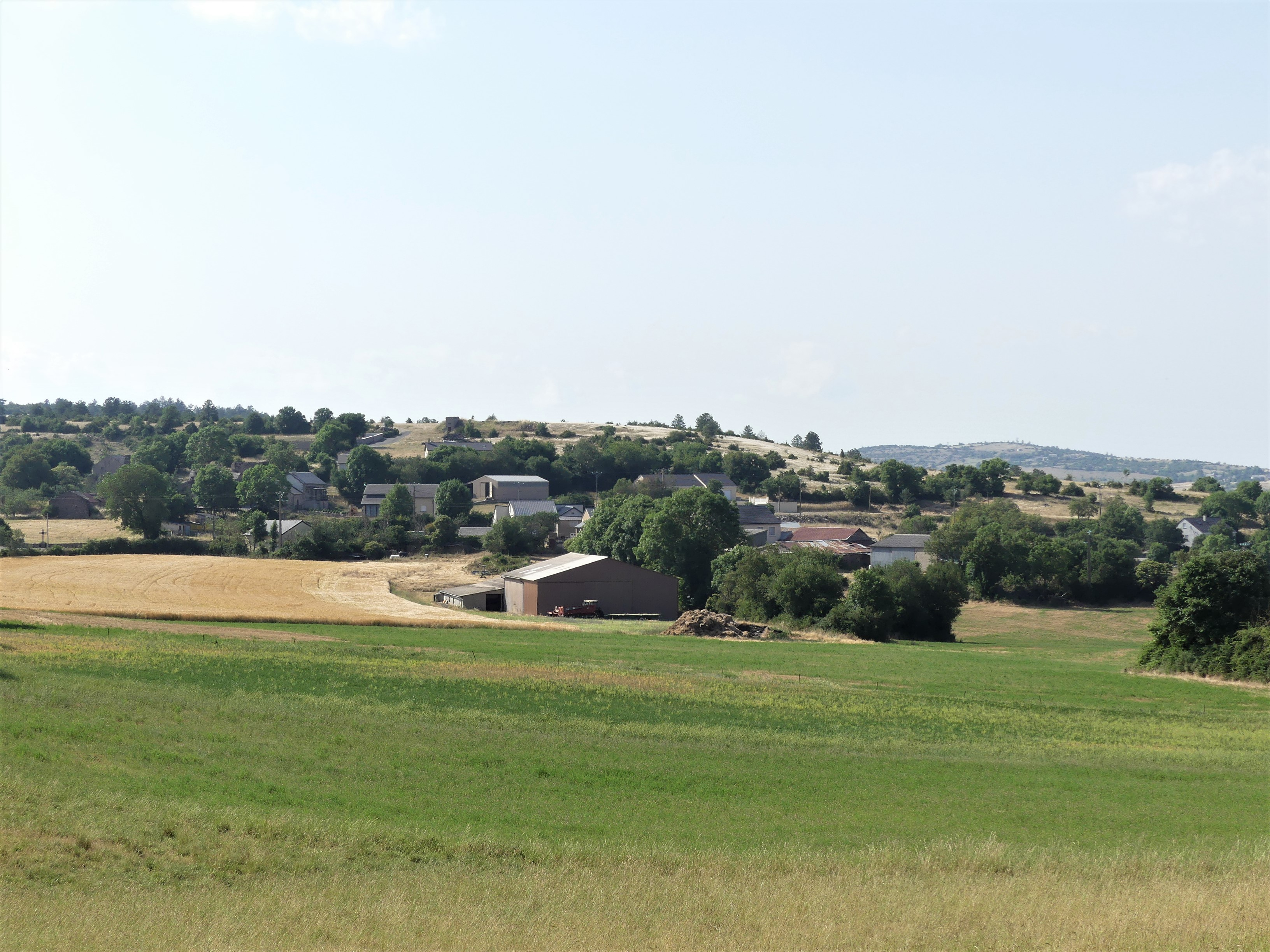
Le village de Causse-Bégon.
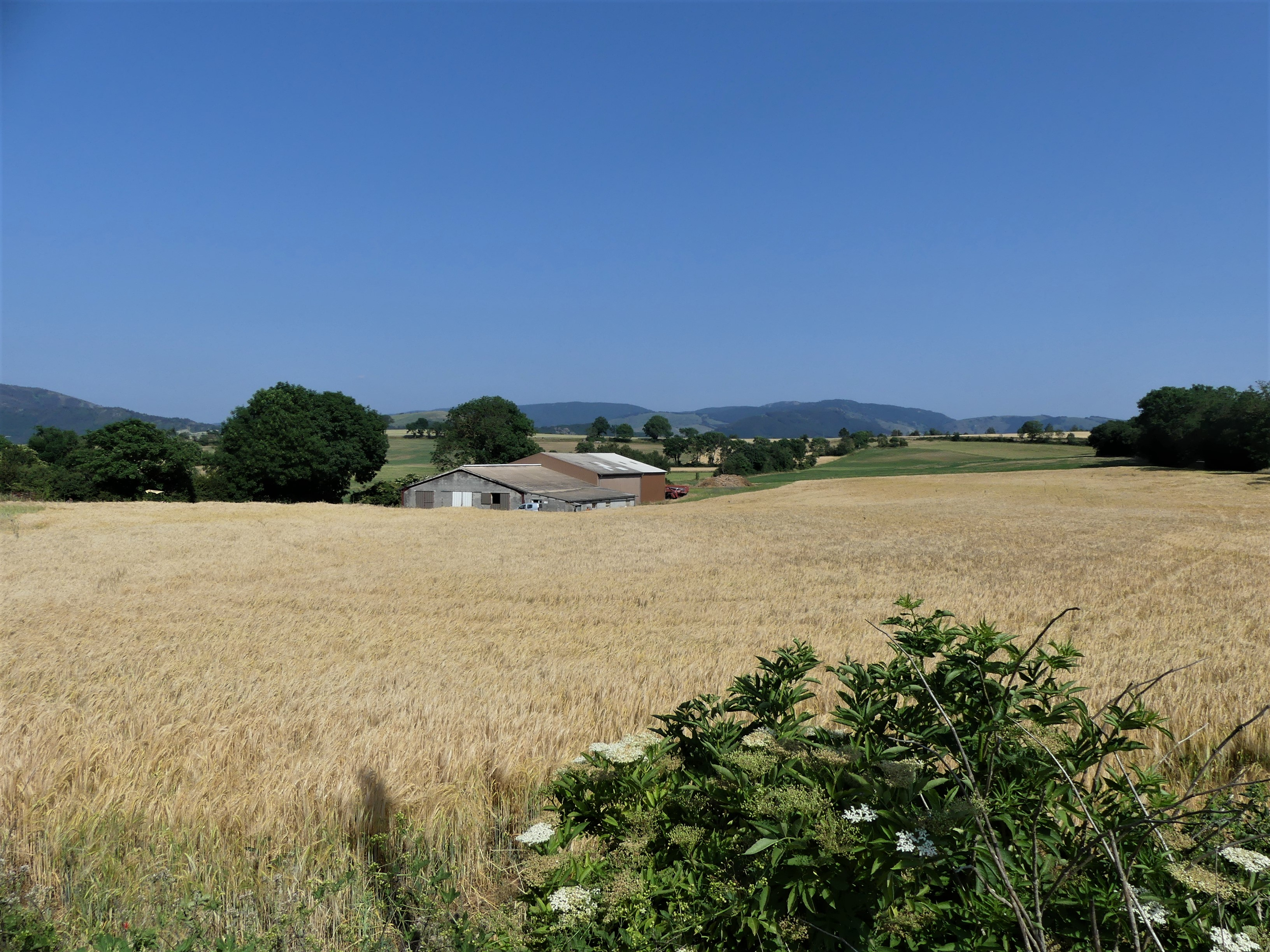
Vue en direction de l'est depuis le village de Causse-Bégon.

### Communes limitrophes
Seules trois communes entourent Causse-Bégon : Trèves au nord et au nord-est, et deux communes du département de l'Aveyron : Saint-Jean-du-Bruel au sud et Nant à l'ouest.
Au nord-ouest, son territoire est distant de moins de 500 mètres de celui de Lanuéjols.
|                |                               | Trèves |
| Nant (Aveyron) | Causse-Bégon                  |        |
|                | Saint-Jean-du-Bruel (Aveyron) |        |

### Climat
Pour des articles plus généraux, voir Climat de l'Occitanie et Climat du Gard.
En 2010, le climat de la commune est de type climat des marges montargnardes, selon une étude s'appuyant sur une série de données couvrant la période 1971-2000. En 2020, Météo-France publie une typologie des climats de la France métropolitaine dans laquelle la commune est exposée à un climat de montagne ou de marges de montagne et est dans la région climatique Sud-est du Massif Central, caractérisée par une pluviométrie annuelle de 1 000 à 1 500 mm, minimale en été, maximale en automne.
Pour la période 1971-2000, la température annuelle moyenne est de 9,3 °C, avec une amplitude thermique annuelle de 15,5 °C. Le cumul annuel moyen de précipitations est de 1 257 mm, avec 10,7 jours de précipitations en janvier et 5,2 jours en juillet. Pour la période 1991-2020, la température moyenne annuelle observée sur la station météorologique la plus proche, située sur la commune de Saint-Sauveur-Camprieu à 11 km à vol d'oiseau, est de 8,6 °C et le cumul annuel moyen de précipitations est de 1 474,9 mm,. Pour l'avenir, les paramètres climatiques de la commune estimés pour 2050 selon différents scénarios d'émission de gaz à effet de serre sont consultables sur un site dédié publié par Météo-France en novembre 2022.

### Milieux naturels et biodiversité

#### Espaces protégés
La protection réglementaire est le mode d’intervention le plus fort pour préserver des espaces naturels remarquables et leur biodiversité associée,.
La commune fait partie de la zone de transition des Cévennes, un territoire d'une superficie de 116 032 ha reconnu réserve de biosphère par l'UNESCO en 1985 pour la mosaïque de milieux naturels qui la composent et qui abritent une biodiversité exceptionnelle, avec 2 400 espèces animales, 2 300 espèces de plantes à fleurs et de fougères, auxquelles s’ajoutent d’innombrables mousses, lichens, champignons,.

#### Réseau Natura 2000

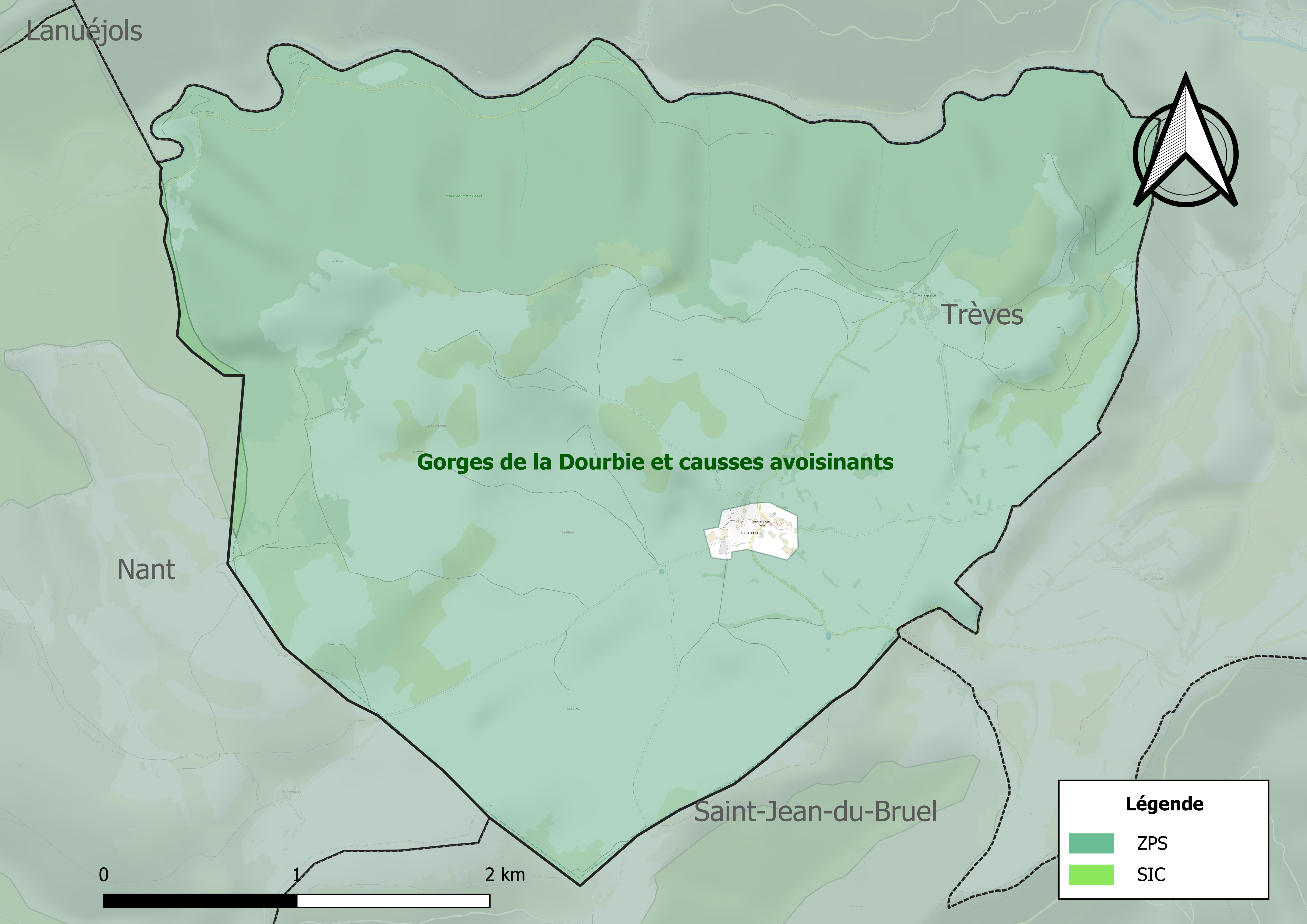
Sites Natura 2000 sur le territoire communal.

Le réseau Natura 2000 est un réseau écologique européen de sites naturels d'intérêt écologique élaboré à partir des directives habitats et oiseaux, constitué de zones spéciales de conservation (ZSC) et de zones de protection spéciale (ZPS).
Un site Natura 2000 a été défini sur la commune au titre  de la directive oiseaux : Les « gorges de la Dourbie et causses avoisinants », d'une superficie de 28 057 ha, qui comprennent une grande partie du Causse noir, du Causse du Larzac et du Causse Bégon, ainsi que les gorges qui les séparent. Sept espèces de l'annexe 1 se reproduisent sur le site, parmi lesquelles huit espèces de rapaces.

#### Zones naturelles d'intérêt écologique, faunistique et floristique
L’inventaire des zones naturelles d'intérêt écologique, faunistique et floristique (ZNIEFF) a pour objectif de réaliser une couverture des zones les plus intéressantes sur le plan écologique, essentiellement dans la perspective d’améliorer la connaissance du patrimoine naturel national et de fournir aux différents décideurs un outil d’aide à la prise en compte de l’environnement dans l’aménagement du territoire.
Une ZNIEFF de type 1 est recensée sur la commune :
les « gorges de la Dourbie et ses affluents » (14 060 ha), couvrant 11 communes dont 6 dans l'Aveyron et 5 dans le Gard et une ZNIEFF de type 2, : 
le « causse Bégon et Pas de l'Âne Canayère » (2 277 ha), couvrant 6 communes dont 2 dans l'Aveyron et 4 dans le Gard.

Carte des ZNIEFF de type 1 et 2 à Causse-Bégon.
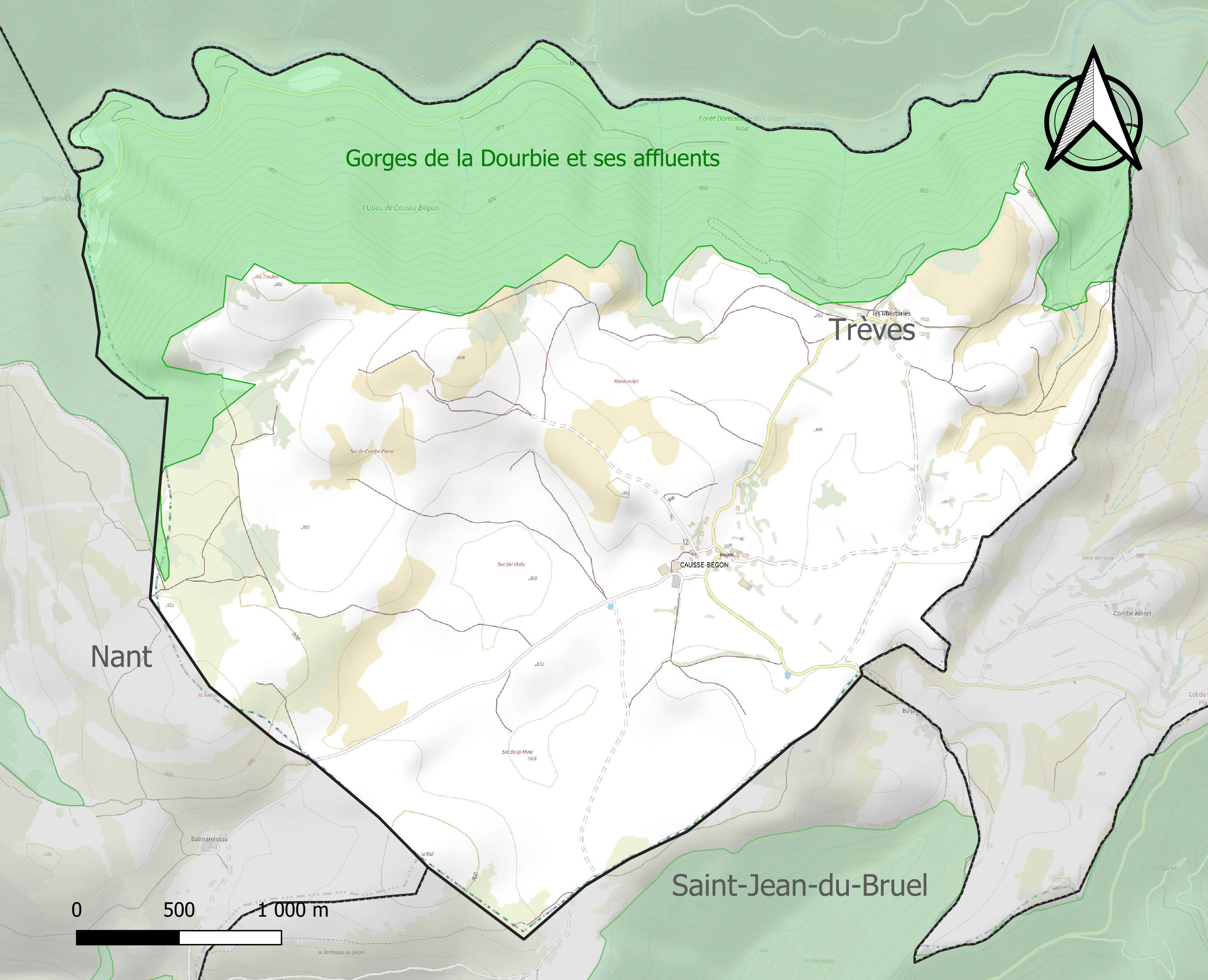
Carte de la ZNIEFF de type 1 sur la commune.
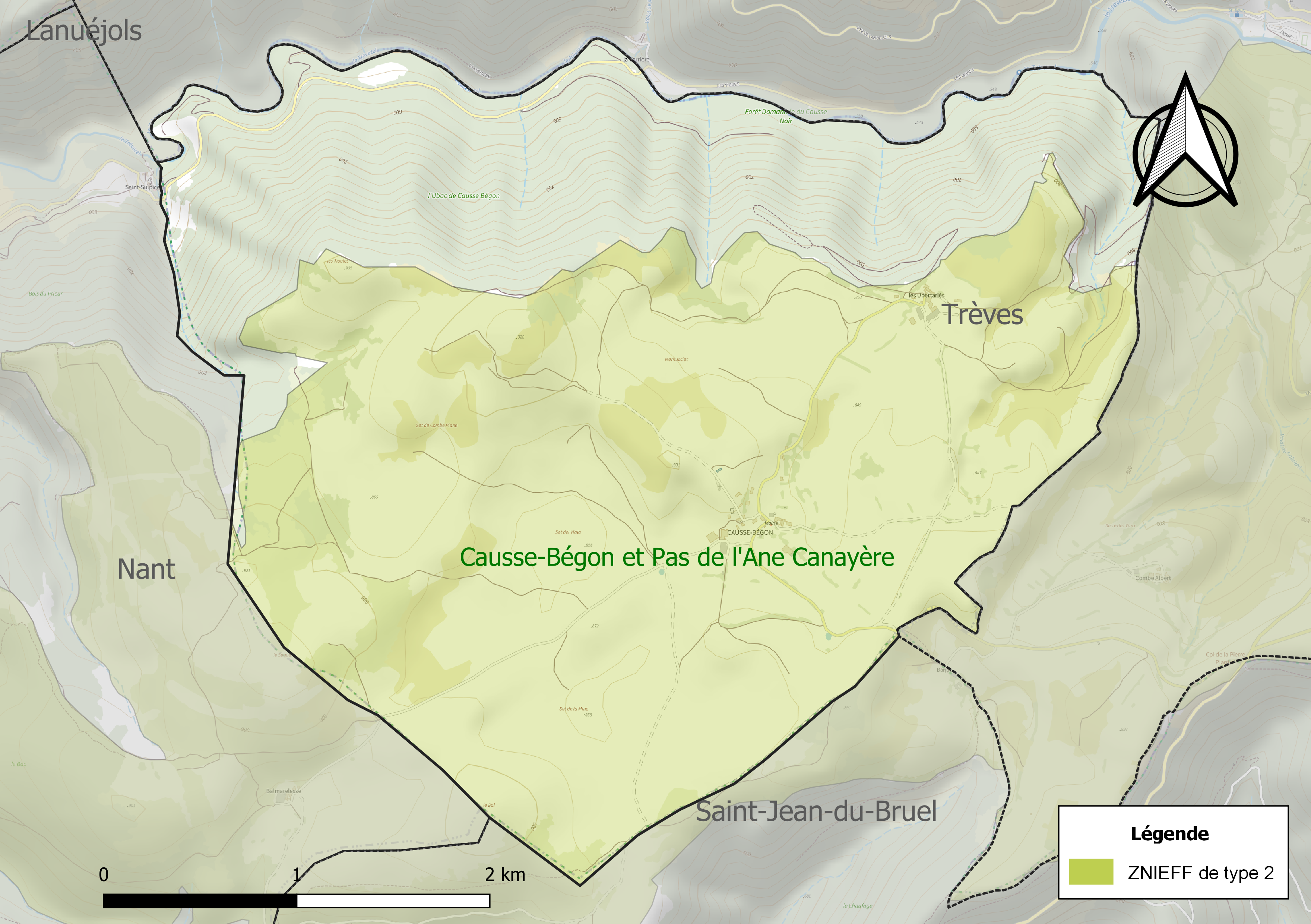
Carte de la ZNIEFF de type 2 sur la commune.

## Urbanisme

### Typologie
Au 1er janvier 2024, Causse-Bégon est catégorisée commune rurale à habitat très dispersé, selon la nouvelle grille communale de densité à sept niveaux définie par l'Insee en 2022.
Elle est située hors unité urbaine et hors attraction des villes,.

### Occupation des sols
L'occupation des sols de la commune, telle qu'elle ressort de la base de données européenne d’occupation biophysique des sols Corine Land Cover (CLC), est marquée par l'importance des forêts et milieux semi-naturels (58,6 % en 2018), une proportion identique à celle de 1990 (58,6 %). La répartition détaillée en 2018 est la suivante : 
forêts (29,3 %), milieux à végétation arbustive et/ou herbacée (29,3 %), zones agricoles hétérogènes (24,9 %), prairies (16,6 %). L'évolution de l’occupation des sols de la commune et de ses infrastructures peut être observée sur les différentes représentations cartographiques du territoire : la carte de Cassini (XVIIIe siècle), la carte d'état-major (1820-1866) et les cartes ou photos aériennes de l'IGN pour la période actuelle (1950 à aujourd'hui).

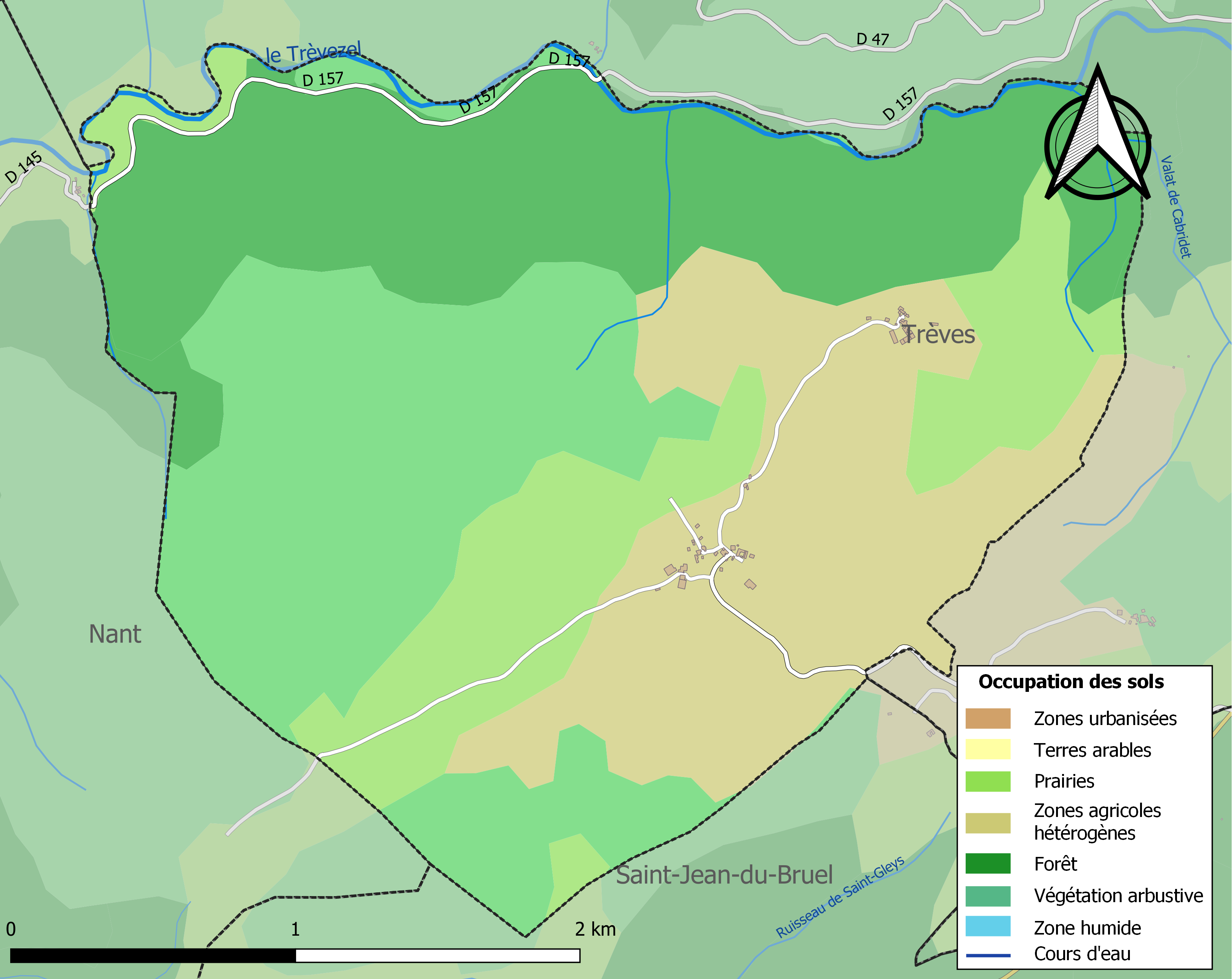
Carte des infrastructures et de l'occupation des sols de la commune en 2018 (CLC).

### Risques majeurs
Le territoire de la commune de Causse-Bégon est vulnérable à différents aléas naturels : météorologiques (tempête, orage, neige, grand froid, canicule ou sécheresse), inondations, feux de forêts, mouvements de terrains et séisme (sismicité faible). Il est également exposé à un risque particulier : le risque de radon. Un site publié par le BRGM permet d'évaluer simplement et rapidement les risques d'un bien localisé soit par son adresse soit par le numéro de sa parcelle.

#### Risques naturels
Certaines parties du territoire communal sont susceptibles d’être affectées par le risque d’inondation par débordement de cours d'eau, notamment le Trèvezel. La commune a été reconnue en état de catastrophe naturelle au titre des dommages causés par les inondations et coulées de boue survenues en 1982 et 1994,.

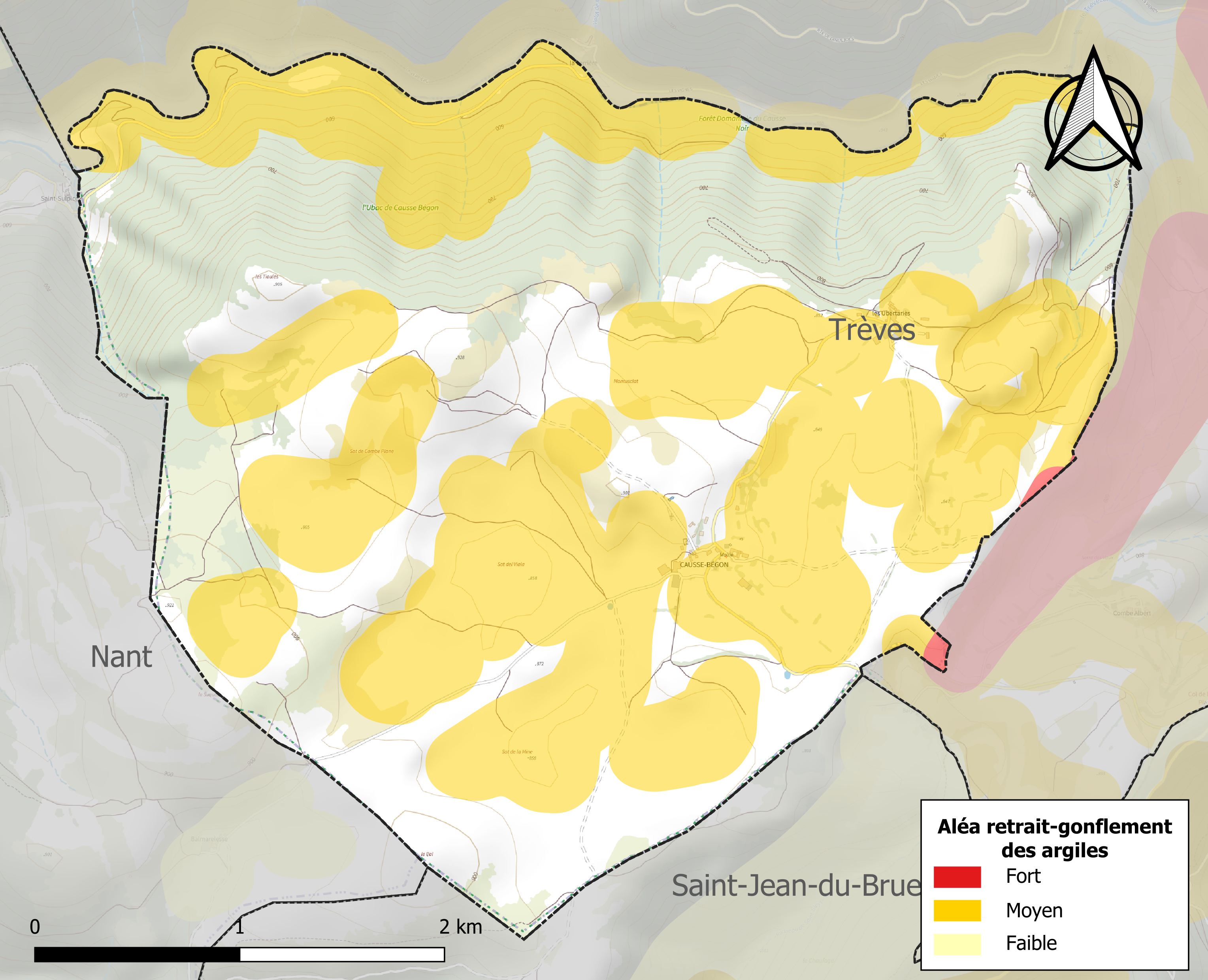
Carte des zones d'aléa retrait-gonflement des sols argileux de Causse-Bégon.

La commune est vulnérable au risque de mouvements de terrains constitué principalement du retrait-gonflement des sols argileux. Cet aléa est susceptible d'engendrer des dommages importants aux bâtiments en cas d’alternance de périodes de sécheresse et de pluie. 52,2 % de la superficie communale est en aléa moyen ou fort (67,5 % au niveau départemental et 48,5 % au niveau national). Sur les 18 bâtiments dénombrés sur la commune en 2019, 13 sont en aléa moyen ou fort, soit 72 %, à comparer aux 90 % au niveau départemental et 54 % au niveau national. Une cartographie de l'exposition du territoire national au retrait gonflement des sols argileux est disponible sur le site du BRGM,.
Par ailleurs, afin de mieux appréhender le risque d’affaissement de terrain, l'inventaire national des cavités souterraines permet de localiser celles situées sur la commune.

#### Risque particulier
Dans plusieurs parties du territoire national, le radon, accumulé dans certains logements ou autres locaux, peut constituer une source significative d’exposition de la population aux rayonnements ionisants. Certaines communes du département sont concernées par le risque radon à un niveau plus ou moins élevé. Selon la classification de 2018, la commune de Causse-Bégon est classée en zone 2, à savoir zone à potentiel radon faible mais sur lesquelles des facteurs géologiques particuliers peuvent faciliter le transfert du radon vers les bâtiments.

## Toponymie
La plus ancienne mention écrite connue du lieu date de l'an 1321 sous la forme lo Causse Bego.

## Histoire
Causse-Bégon a fait partie de la communauté de Trèves jusque vers la fin du XVIIe siècle ; il en fut détaché à cette époque pour former, avec la Baumelle et les Ubertariès, une communauté séparée. Il faisait partie de la viguerie du Vigan et Meyrueis et de l'archiprêtré de Meyrueis.

## Politique et administration

### Rattachements administratifs et électoraux
La commune fait partie de l'arrondissement du Vigan. Précédemment dépendante du canton de Trèves, elle est rattachée au canton du Vigan depuis 2015.

### Liste des maires

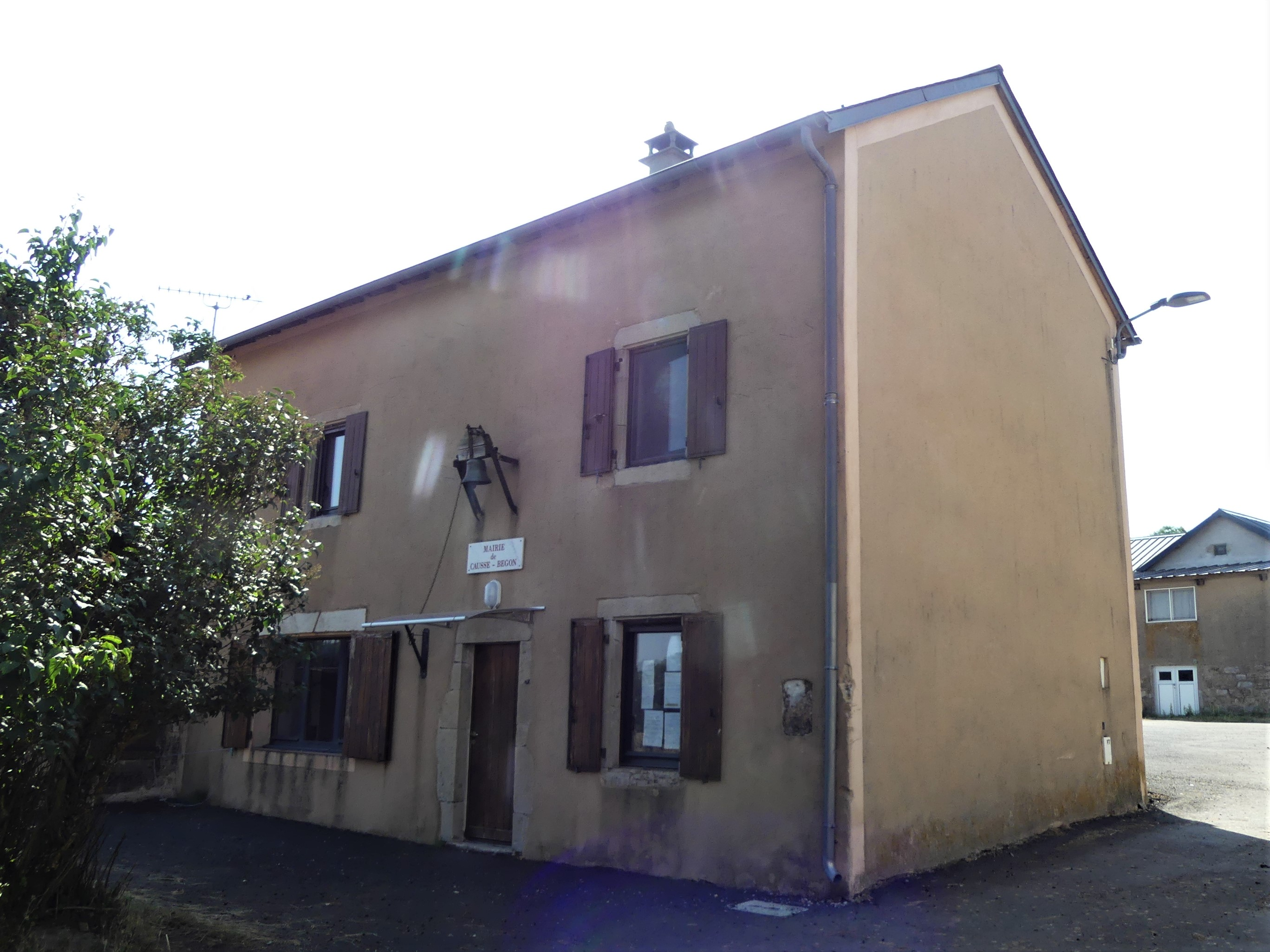
La mairie en 2019.

| Période                                  | Période  | Identité          | Étiquette | Qualité |
| ---------------------------------------- | -------- | ----------------- | --------- | ------- |
| Les données manquantes sont à compléter. |          |                   |           |         |
|                                          |          |                   |           |         |
| mars 2001                                | ?        | Bernard Brouillet | DVD       |         |
| ?                                        | mai 2020 | Christian Évesque |           |         |
| mai 2020                                 | En cours | Brigitte Évesque  |           |         |

## Population et société

### Démographie
L'évolution du nombre d'habitants est connue à travers les recensements de la population effectués dans la commune depuis 1793. Pour les communes de moins de 10 000 habitants, une enquête de recensement portant sur toute la population est réalisée tous les cinq ans, les populations de référence des années intermédiaires étant quant à elles estimées par interpolation ou extrapolation. Pour la commune, le premier recensement exhaustif entrant dans le cadre du nouveau dispositif a été réalisé en 2005.

En 2022, la commune comptait 25 habitants, en évolution de +31,58 % par rapport à 2016 (Gard : +2,97 %, France hors Mayotte : +2,11 %).
| 1793 | 1800 | 1806 | 1821 | 1831 | 1836 | 1841 | 1846 | 1851 |
| ---- | ---- | ---- | ---- | ---- | ---- | ---- | ---- | ---- |
| 67   | 67   | 84   | 108  | 117  | 116  | 100  | 108  | 109  |

| 1856 | 1861 | 1866 | 1872 | 1876 | 1881 | 1886 | 1891 | 1896 |
| ---- | ---- | ---- | ---- | ---- | ---- | ---- | ---- | ---- |
| 99   | 99   | 92   | 82   | 90   | 94   | 84   | 81   | 68   |

| 1901 | 1906 | 1911 | 1921 | 1926 | 1931 | 1936 | 1946 | 1954 |
| ---- | ---- | ---- | ---- | ---- | ---- | ---- | ---- | ---- |
| 57   | 48   | 37   | 42   | 49   | 49   | 48   | 20   | 29   |

| 1962 | 1968 | 1975 | 1982 | 1990 | 1999 | 2005 | 2006 | 2010 |
| ---- | ---- | ---- | ---- | ---- | ---- | ---- | ---- | ---- |
| 42   | 34   | 32   | 32   | 23   | 23   | 20   | 20   | 12   |

| 2015 | 2020 | 2022 | - | - | - | - | - | - |
| ---- | ---- | ---- | - | - | - | - | - | - |
| 18   | 26   | 25   | - | - | - | - | - | - |

Causse-Bégon, avec 20 habitants en 2017, est la commune la moins peuplée du département du Gard, juste devant Revens (21 habitants).

## Économie

### Emploi
|                | 2008   | 2013 | 2018  |
| -------------- | ------ | ---- | ----- |
| Commune        | 0 %    | 0 %  | 5,9 % |
| Département    | 10,6 % | 12 % | 12 %  |
| France entière | 8,3 %  | 10 % | 10 %  |

En 2018, la population âgée de 15 à 64 ans s'élève à 14 personnes, parmi lesquelles on compte 88,2 % d'actifs (82,4 % ayant un emploi et 5,9 % de chômeurs) et 11,8 % d'inactifs,. Depuis 2008, le taux de chômage communal (au sens du recensement) des 15-64 ans est inférieur à celui de la France et du département.
La commune est hors attraction des villes,. Elle compte 5 emplois en 2018, contre 5 en 2013 et 8 en 2008. Le nombre d'actifs ayant un emploi résidant dans la commune est de 13, soit un indicateur de concentration d'emploi de 40 % et un taux d'activité parmi les 15 ans ou plus de 69,6 %.
Sur ces 13 actifs de 15 ans ou plus ayant un emploi, 5 travaillent dans la commune, soit 40 % des habitants. Pour se rendre au travail, la totalité des habitants utilise un véhicule personnel ou de fonction à quatre roues.

### Activités hors agriculture
Deux établissements seulement relevant d’une activité hors champ de l’agriculture sont implantés  à Causse-Bégon au 31 décembre 2019.

### Agriculture
|               | 1988  | 2000 | 2010 | 2020 |
| ------------- | ----- | ---- | ---- | ---- |
| Exploitations | 3     | 3    | 3    | 4    |
| SAU (ha)      | 1 101 | 754  | 727  | 570  |

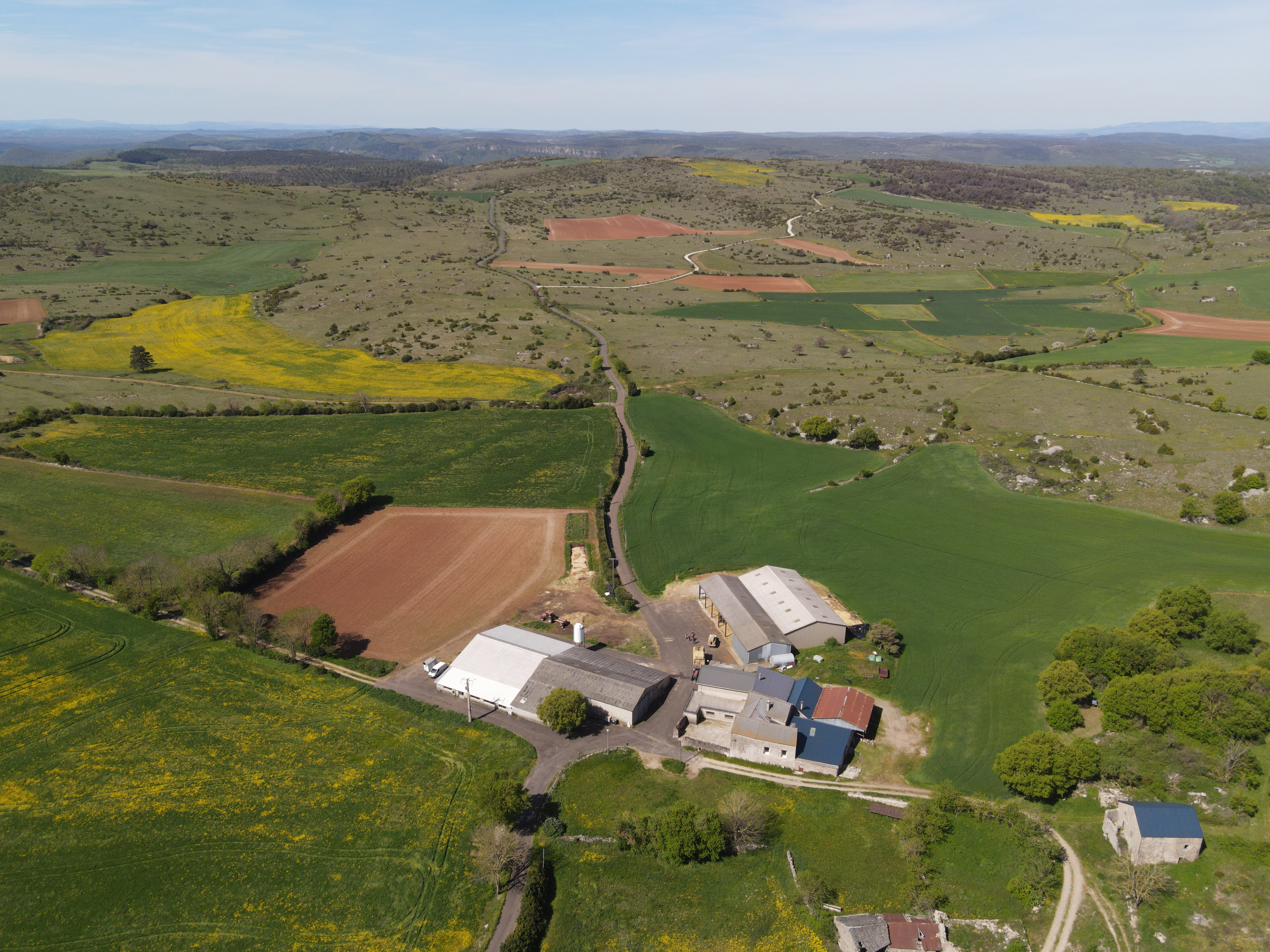
Ferme à l'est du village de Causse-Bégon.

La commune est dans le Causse Noir, une petite région agricole concernant six communes à l'extrême-ouest du département du Gard. En 2020, l'orientation technico-économique de l'agriculture  sur la commune est l'élevage d'ovins ou de caprins. Quatre exploitations agricoles ayant leur siège dans la commune sont dénombrées lors du recensement agricole de 2020 (trois en 1988). La superficie agricole utilisée est de 570 ha,,.

## Culture locale et patrimoine

### Lieux et monuments

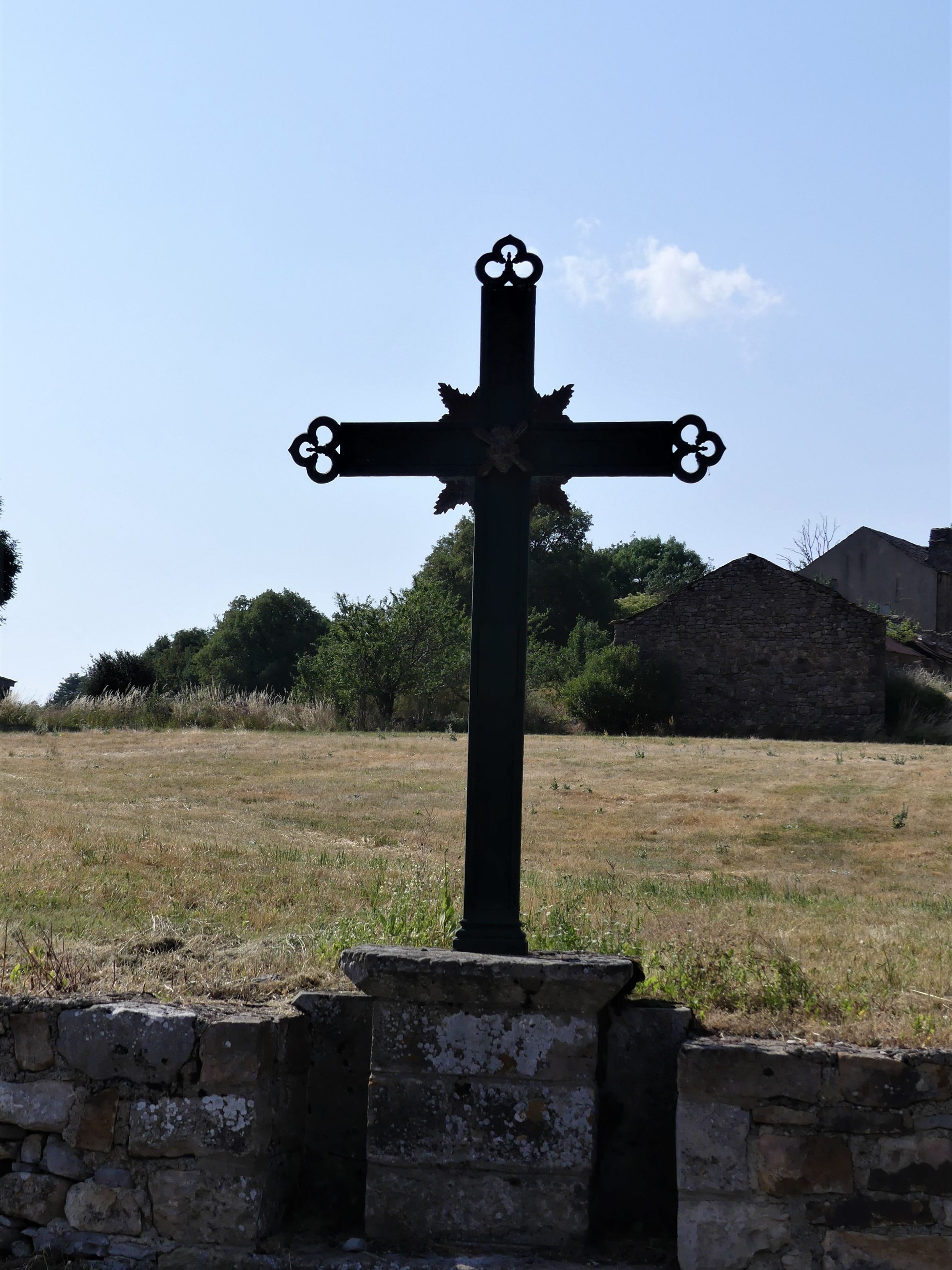
Croix de carrefour au village de Causse-Bégon.

Témoignages du passé préhistorique de la région, sur le territoire communal ont été répertoriés le dolmen du Sot del Viala et l'un des trois menhirs de la Plaine-des-Baldits. Au sud, à moins de 150 mètres du territoire communal, sur le territoire de la commune aveyronnaise de Saint-Jean-du-Bruel, trois autres menhirs ont été répertoriés : les deux autres menhirs de la Plaine-des-Baldits, ainsi que le menhir de Pal.
Causse-Bégon est l'une des rares communes françaises sans église.

### Héraldique
Pour un article plus général, voir Armorial des communes du Gard.
| Blason de Causse-Bégon | Blason  | De gueules à la tour d'argent, ouverte et ajourée du champ, surmontée de trois fleurs de lis d'argent rangées en chef. |
| Blason de Causse-Bégon | Détails | Le statut officiel du blason reste à déterminer.                                                                       |